# Pięć zasad protestantyzmu
Pięć zasad protestantyzmu – podstawowe zasady teologii protestanckiej wyrażone w języku łacińskim w formie haseł: Sola scriptura („Tylko Pismo”), Sola fide („Tylko wiara”), Sola gratia („Tylko łaska”), Solus Christus („Tylko Chrystus”), Soli Deo gloria ("Tylko Bogu chwała"). Pojawiły się one w XVI wieku podczas reformacji, ale sama formuła pięciu sola powstała dopiero w XX wieku. Podsumowują one zasadnicze różnice teologiczne z katolicyzmem i wskazują na podstawowe zasady, jakie powinien wyznawać chrześcijanin, aby osiągnąć zbawienie. Uznawanie powyższych zasad jest podstawowym wyznacznikiem uznania danego wyznania chrześcijańskiego za protestanckie.

## Sola scriptura (Tylko Pismo)
Hasło sola scriptura oznacza, że Biblia jest źródłem doktryny chrześcijańskiej o najwyższym autorytecie (nie jedynym). W tej perspektywie Biblia jest niezrównanym normatywnym przesłaniem Boga dla ludzi. Wszelkie doktryny i praktyki przyjęte w Kościele powinny pozostawać z Pismem Świętym w relacji zgodności. Wyznania przyjmujące tę zasadę, odrzucają, co do zasady, pozabiblijną tradycję jako normatywne źródło wiary. Zasada sola scriptura tłumaczy posługiwanie się Biblią jako instrumentem bezpośredniego kontaktu człowieka i Boga. To twierdzenie jest przeciwne naukom prawosławia, anglikanizmu i katolicyzmu, które głoszą, że Biblia może być autentycznie interpretowana tylko przez tradycję apostolską i sobory Kościoła.

## Sola fide (Tylko wiara)
Sola fide jest podstawą teologii usprawiedliwienia przez wiarę i zasadą uznawaną przez protestantów za ustanowioną bezpośrednio przez Boga (Rz 3, 28). Tylko wiara, a nie dobre uczynki, są podstawą do usprawiedliwienia człowieka przed Bogiem, chociaż dobre uczynki są postrzegane jako konieczny skutek autentycznej wiary. Do 1999 doktryna wyrażona w słowach "Wiara przynosi usprawiedliwienie i dobre uczynki" była uznawana za przeciwną doktrynie katolickiej wyrażoną w słowach "Wiara i dobre uczynki przynoszą usprawiedliwienie". Jednakże w 1999 Kościoły Rzymsko-Katolicki i Luterańskie podpisały dokument, który głosi: "My katolicy i luteranie, wierzymy, że tylko dzięki łasce, przez wiarę w zbawcze dzieło Chrystusa, a nie ze względu na jakikolwiek wysiłek po naszej stronie, jesteśmy przyjęci przez Boga i przyjmujemy Ducha Świętego, który odnawia nasze serca i wyposaża nas i powołuje do dobrych czynów".
Usprawiedliwienie tradycyjnie jest rozumiane w protestantyzmie jako przypisanie (imputacja) zasług Chrystusa grzesznikom. Zasada "Sola fide" neguje wrodzoną prawość człowieka, która bez wiary w Chrystusa i bez udziału jego prawości jest bezskuteczna. Marcin Luter uznał tę zasadę za "artykuł, od którego zależy trwanie lub upadek Kościoła" (articulus stantis et cadentis ecclesiae).

## Sola gratia (Tylko łaska)
Sola gratia to fraza odnosząca się do zasady, że zbawienie przychodzi tylko z łaski Boga jako "niezasłużony dar", a nie jako nagroda za jakiekolwiek zasługi grzesznika (Ef 2, 8). Zbawienie jest więc w perspektywie protestanckiej niezasłużonym darem Boga danym człowiekowi poprzez Jezusa Chrystusa. Chociaż zasadniczo ta doktryna nie sprzeciwia się doktrynie katolickiej, to jednak zawiera istotne różnice: Bóg jest jedynym źródłem łaski, a człowiek w żaden sposób nie może skłonić Boga do dania mu tej łaski lub zwiększenia jej zakresu (Ps 49,8-10). Bóg działa sam dla zbawienia człowieka.
Podczas gdy arminianizm głosi, że ta zasada nie oznacza ograniczenia łaski Boga, która przeznaczona jest dla wszystkich ludzi (gratia universalis), to tradycyjny kalwinizm uznaje, że oznacza ona suwerenną decyzję Boga, komu przyznać łaskę, konieczną do zbawienia, a komu jej odmówić (predestynacja), zaś ortodoksyjny luteranizm naucza o ofiarowaniu łaski zbawienia wybranym, jednocześnie nie poruszając kwestii tych, którzy tej łaski nie dostępują.

## Solus Christus (Tylko Chrystus)
Solus Christus oznacza, że tylko Jezus Chrystus jest pośrednikiem między Bogiem i ludźmi. Zbawienie jest niemożliwe za innym pośrednictwem. Wyrażane jest to często jako solo Christo (tylko przez Chrystusa). Tradycyjny luteranizm, odrzucając pośredników między Bogiem a ludźmi, czci jednak pamięć o Marii i o wybitnych świętych. Ta zasada odrzuca katolickie pojęcie kapłaństwa jako urzędu ofiarniczego pod przywództwem papieża. Luter głosił "powszechne kapłaństwo wszystkich ochrzczonych", później zmodyfikowane jako "powszechne kapłaństwo wszystkich wierzących". Luter przyznawał jednak kapłanom ograniczone uprawnienia, np. do spowiedzi i odpuszczenia grzechów, jednak nie jako pośrednikom między wierzącymi i Bogiem. Takie pojmowanie roli kapłana jest odrzucane przez większość pozostałych wyznań protestanckich, nie istnieje tam ani kapłaństwo, ani spowiedź indywidualna, ani absolucja kapłańska.

## Soli Deo gloria (Tylko Bogu chwała)
Soli Deo gloria to zasada, że wszelka chwała należna jest jedynie Bogu, ponieważ zbawienie dokonuje się tylko przez Boga, przez Jego wolę i działanie. Nie jest to wynik wyłącznie ofiary Jezusa na krzyżu, lecz także wynik wiary w tę ofiarę (Rz 10,9-10). Wiara ta powstaje z działania Ducha Świętego. Odrzucony został kult aniołów i świętych, a także relikwii czy wizerunków (Wj.20,3-6). Niektóre wyznania protestanckie, np. kalwinizm, tradycyjnie odrzucają nawet obecność rzeźb czy obrazów w miejscach kultu.